# Giovanni Gioia
Giovanni Gioia (Palermo, 16 gennaio 1925 – Milano, 27 novembre 1981) è stato un politico italiano, democristiano, più volte deputato e ministro.

## Biografia
Rampollo dell'establishment palermitano di fine Ottocento, nipote dell'industriale Filippo Pecoraino e con rapporti di parentela con gli armatori Tagliavia. Questi ultimi ebbero, come affittuari dei fondi Tagliavia, i Greco di Ciaculli.
Gioia fu uno dei più influenti membri della corrente politica di Amintore Fanfani all'interno della Democrazia Cristiana negli anni cinquanta e sessanta. Laureatosi in giurisprudenza e avvocato a Palermo, Gioia ricoprì subito incarichi di prestigio divenendo nel 1953 a soli ventotto anni segretario provinciale DC di Palermo, carica che mantenne sino al 1958 e inoltre capo dell'ufficio organizzazione del partito, che vigilava sulle tessere d'iscrizione: Gioia inaugurerà la cosiddetta "strategia delle tessere", che consistette nella distribuzione di tessere a parenti, amici e persino ai defunti, arrivando ad aprire 59 sezioni democristiane solo a Palermo. Intorno agli anni 1954-1957 la rottura del blocco agrario permise a Gioia di trasferire verso la Democrazia Cristiana esponenti liberali e monarchici (spesso compromessi con la mafia).
I due principali luogotenenti di Gioia, Salvo Lima e Vito Ciancimino, riuscirono ad arrivare ai vertici dell'amministrazione comunale di Palermo: durante il periodo della giunta comunale del sindaco Lima e dell'assessore ai lavori pubblici Ciancimino (1958-1964), delle 4.000 licenze edilizie rilasciate, 1600 figurarono intestate a tre prestanome, che non avevano nulla a che fare con l'edilizia, inaugurando la stagione del cosiddetto «sacco di Palermo». Durante questo periodo, il costruttore Francesco Vassallo (genero di Giuseppe Messina, capomafia della borgata Tommaso Natale, e uno dei protagonisti del «sacco di Palermo») riuscì ad ottenere (dal 1957) numerosi prestiti di comodo rilasciati senza garanzia dalla Cassa di Risparmio, presieduta da Gaspare Cusenza (dal 1958 al 1962), suocero di Gioia; la cronologia degli eventi esclude interventi d favore. In base ai loro rapporti di affari, le famiglie di Gioia e Cusenza acquistarono ed andarono ad abitare nei numerosi appartamenti edificati da Vassallo riconosciuti in permuta dal costruttore a fronte della cessione del terreno di sedime di proprietà del prof. Cusenza. Invero, la nota del gen. Angelo Dus n.1/S/I della Guardia Di Finanza, inviata, in data 2 gennaio 1967, al presidente della Commissione Antimafia, riporta "che tra il prof. Cusenza ed il Vassallo intercorsero normali rapporti d'affari nel settore del credito bancario, cui rimasero estranee le pressioni dell'ambiente mafioso locale".
Morì a Milano nel novembre del 1981, dopo un intervento chirurgico.

### Carriera politica a livello nazionale
Dal 1956 consigliere nazionale del partito e capo della segreteria politica della direzione centrale (1956-1959)
Nel 1958 Gioia venne eletto alla Camera dei deputati nella III Legislatura, venendo rieletto per altre cinque legislature
Nel 1966 Gioia fu nominato sottosegretario alle finanze col ministro Luigi Preti nel terzo governo Moro e col ministro Mario Ferrari Aggradi nel secondo governo Leone, in carica dal 24 giugno 1968 al 12 dicembre 1968. Giovanni Gioia fu vicesegretario politico della DC nazionale dal 22 gennaio 1969 al 22 novembre 1969. Qualche giorno prima Flaminio Piccoli era succeduto a Mariano Rumor quale segretario del partito.

### Il caso Pasquale Almerico e la Commissione Parlamentare Antimafia
Nel 1957 Pasquale Almerico, segretario della sezione democristiana di Camporeale, negò la tessera d'iscrizione a Vanni Sacco, capo della cosca mafiosa locale che fino ad allora aveva militato nel Partito Liberale Italiano. Almerico decise di informare con un memoriale il segretario della DC siciliana, Nino Gullotti, ma anche Gioia, nel suo ruolo di segretario provinciale della DC e di capo dell'Ufficio Organizzazione, ma non ottenne alcuna risposta: il 25 marzo 1957 Almerico venne barbaramente assassinato a Camporeale. Gioia replicò alle accuse di aver abbandonato Almerico al suo destino di morte violenta, accogliendo tra le file della DC il mafioso di Camporeale, dicendo che "Il partito ha bisogno di gente con cui coalizzarsi, ha bisogno di uomini nuovi, non si possono ostacolare certi tentativi di compromesso".
Nel 1958 il quotidiano palermitano L'Ora dedicò una puntata della sua straordinaria inchiesta sulla mafia al caso di Pasquale Almerico, denunciando temerariamente le responsabilità penalmente irrilevanti di Gioia e dei vertici della DC locale per la sua uccisione, e immediatamente giunsero al giornale le prime querele del segretario democristiano. In seguito la querela venne ritirata dopo la pubblicazione di una smentita concordata tra il querelante e i giornalisti interessati.
Nei primi anni settanta l'onorevole Gioia sarà indagato dalla Commissione Parlamentare Antimafia per i suoi legami con il costruttore Vassallo (Il Tribunale di Palermo ha escluso che Vassallo avesse legami con la mafia, decisione confermata dalla Corte di appello di Potenza con decreto del 24 maggio 1974. Giornale di Sicilia 21/11/92) e con esponenti mafiosi. Infine nel 1976 la relazione di minoranza della Commissione Parlamentare Antimafia, redatta anche dai deputati Pio La Torre e Cesare Terranova (PCI), accusò duramente l'onorevole Gioia (DC) e i suoi luogotenenti Vito Ciancimino e Salvo Lima (nel frattempo passato alla corrente andreottiana) di avere rapporti con la mafia; infatti nella relazione, facendo riferimento al caso di Almerico, si leggeva: «L'onorevole Gioia non batté ciglio e proseguì imperterrito nell'opera di assorbimento delle cosche mafiose nella DC».

### Il caso dell'ISAB di Melilli
Riguardo all'insediamento della ISAB a Melilli, il nome di Giovanni Gioia (vi furono implicati politici di quasi tutti i colori), risultò inserito in un significativo elenco delle "bustarelle distribuite" come affermato in vari articoli di quotidiani, tra gli altri, il Lavoro di Genova e l'Unità. In riferimento a Gioia i giornali parlarono di sessantacinque milioni di tangente. L'elenco «spese extra non documentabili», relative alla Raffineria ISAB di Melilli, fu trovato dalla Guardia di Finanza di Genova nella casa di Giampiero Mondini, cognato del petroliere Riccardo Garrone e amministratore delegato della Garrone Petroli SpA.
La società Isab di proprietà di Riccardo Garrone, della Fiat e degli armatori genovesi Filippo, Sebastiano e Alberto Cameli, il 12 febbraio 1971 chiese alla Regione siciliana il permesso di costruire in provincia di Siracusa una raffineria petrolifera. Inizia così lo scandalo dei petroli e dei "miracolosi" 100 giorni della burocrazia siracusana che, dalla data della richiesta di permesso presentata dal petroliere genovese Riccardo Garrone, proprietario dell'Isab, insieme alla Fiat e agli armatori, anch'essi genovesi Filippo, Sebastiano e Alberto Cameli, furono necessari per ottenere tutti i nullaosta per la costruzione della raffineria.
In meno di 100 giorni ottenne tutti i nullaosta necessari:
- Consorzio provinciale di Siracusa (1º marzo),
- Sindaco di Melilli (22 marzo),
- Vigili del fuoco (24 marzo),
- Commissione per le sostanze esplosive (8 aprile),
- Ministero della Marina mercantile e ministero delle Finanze (7 maggio),
- Stato maggiore della Difesa (8 maggio),
- Assessorato allo sviluppo economico (12 maggio),
- Ferrovie dello Stato (15 maggio).

Il miracolo delle "carte firmate" si manifestò nella sua interezza, il 17 maggio 1971, quando l'assessore all'Industria e al Commercio della Regione siciliana firmò il decreto liberatorio.

### Altre querele
Dopo le querele alla fine degli anni cinquanta al quotidiano L'Ora, il 2 novembre 1973 Giovanni Gioia, allora ministro dei rapporti con il parlamento, presentò una querela per diffamazione al regista Fernando Di Leo per il film Il boss: in una scena del film si nominava il suo nome, insieme a quelli di Tommaso Buscetta e Salvo Lima. Quando il film fu sequestrato ritirò la denuncia. 
Anche il giornalista, scrittore e grande esperto di mafia Michele Pantaleone e l'editore Giulio Einaudi furono denunciati per diffamazione a mezzo stampa su querela da Giovanni Gioia poiché nel libro ''Antimafia, occasione mancata'' (1969) veniva definito "mafioso"; Pantaleone ed Einaudi furono entrambi assolti.